# Fatima Robinson
Fatima Robinson (Little Rock, Arkansas; 29 de agosto de 1971) es una directora de videos musicales y coreógrafa que ha trabajado con varios artistas de renombre, como Black Eyed Peas, Dr. Dre, Rihanna, Sia, Fergie, Backstreet Boys, Hilary Duff, Meghan Trainor y Martina Stoessel.
Robinson también ha participado en muchas películas, realizando coreografías para rutinas de baile, entre ellas: Save the Last Dance, The Players Club, y Dreamgirls.

## Dirección

### Videos musicales
A continuación, algunos de los videos musicales (selectos) que ha dirigido Robinson.
- Fergie - "Fergalicious"
- Hilary Duff - "Stranger"
- The Black Eyed Peas - "My Humps" (codirigido con Malik Hassan Sayeed)
- The Black Eyed Peas - "Hey Mama" (codirigido con Rainbows & Vampires)
- Natalie Cole feat. Queen Latifah - "I Can Do Too"
- Kumi Koda feat. Fergie - "That Ain't Cool"
- Mr. Vegas - "Heads High" (codirigido con Joe Rey])
- Alina - "When You Leave" (codirigido con Brett Ratner)
- Fifth Harmony - BO$$
- Fifth Harmony - Sledgehammer
- Sia - Taken For Granted
- Meghan Trainor - All About That Bass
- Meghan Trainor - Dear Future Husband
- TINI - Got Me Started[1]

## Coreografías
A continuación se muestran los artistas y películas con quien ha Fatima ha colaborado como coreógrafa:

### Para artistas (cantantes)
- Aaliyah
- Ashanti
- Ashlee Simpson
- Backstreet Boys
- The Black Eyed Peas
- Brandy
- Busta Rhymes
- The Cheetah Girls
- Dr. Dre
- Fergie
- Ginuwine
- Hilary Duff
- Jessica Simpson
- Juelz Santana
- Kumi Koda
- Macy Gray
- Martina Stoessel
- Mary J. Blige
- Michael Jackson
- Nelly & Christina Aguilera
- Nelly Furtado
- No Doubt
- OutKast
- Fifth Harmony & Camila Cabello
- Prince
- R. Kelly
- Rihanna
- Sade
- Sia
- Santana
- Sugababes
- Will Smith

### Para películas
- The Pest (1997)
- The Players Club (1998)
- Romeo Must Die (2000)
- Save the Last Dance (2001)
- Ali  (2001)
- Biker Boyz (2003)
- Head of State (2003)
- Collateral
- Fat Albert (2004)
- Shall We Dance? (2004)
- Be Cool (2005)
- Miss Congeniality 2: Armed & Fabulous (2005)
- Miami Vice (2006)
- Dreamgirls (2006)
- Norbit (2007)
- Confessions of a Shopaholic (2009)
- Public Enemies (2009)
- Aaliyah (2011)